# 帕拜格莫爾島

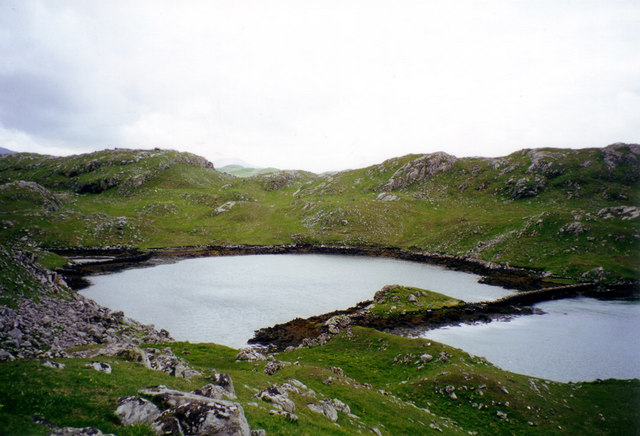

帕拜格莫爾島是蘇格蘭的島嶼，位於劉易斯島附近的大西洋海域，屬於外赫布里底群島的一部分，面積1.01平方公里，最高點海拔高度68米，島上無人居住。
58°14′N 6°56′W / 58.233°N 6.933°W